# Битка код Мелоса
Битка код Мелоса вођена је 415. године п. н. е. између острва Мелос са једне и Атинског поморског савеза са друге стране. Део је Пелопонеског рата, а завршена је победом Атињана и освајањем града Мелоса.

## Битка
Мелос је одлучно остао ван Атинске империје за разлику од суседне Тере која је приморана да плаћа форос. Након одбијања да плаћа форос, Атињани предузимају поход на Мелос 426. године п. н. е. Мањим одредом командовао је Никија. Повукао се пошто није успео да издејствује брзу победу. Понован сукоб између Мелоса и Спарте избија након потписивања Никијиног мира, у периоду између Архидамовог рата и Сицилијанске експедиције. Након пораза код Мантинеје (418. п. н. е.), Алкибијад одлучује да оконча сукобе са острвом. Годину дана га је држао у непрекидној опсади након чега је острво приморано да капитулира. Сви одрасли мушкарци на острву су побијени, а остали становници продати у робље. Тукидид је опсаду приказао путем имагинарног разговора између атинских и мелских власти. У њој је приказао атинску доктрину да по природним законима јачи влада над слабијим.